# Noemí (personaje bíblico)

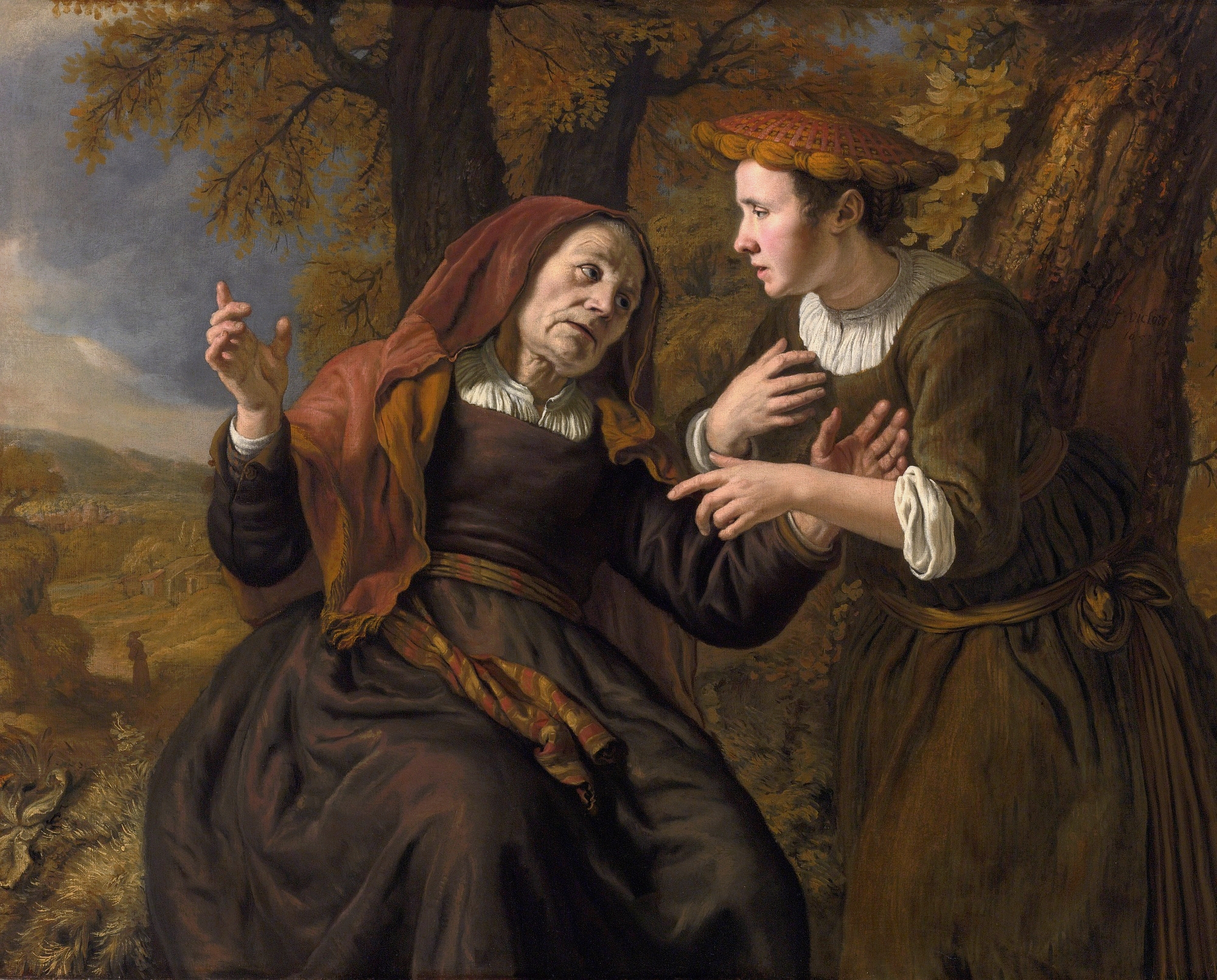
Rut jurando a Noemí por Jan Victors, 1653

Noemí (hebreo: נָעֳמִי hebreo estándar Noʻomi, hebreo tiberiano nåʿå̆mī), o a veces Naomi, es la suegra de Rut en el libro hebrea en el Libro de Rut. La etimología de su nombre no es segura, pero es posible que signifique "buena, agradable, encantadora, simpática".

## Narrativa bíblica
Noemí está casada con un hombre llamado Elimelec o Elimélek. Una hambruna hace que se muden con sus dos hijos, desde su hogar en Judea a Moab. Mientras están allí, Elimelec muere, al igual que sus hijos que se habían casado mientras tanto. Casi indigente, Noemí regresa a Belén con una nuera, Rut, a quien no pudo disuadir de que siguiera su camino. Su otra nuera, Orpa u Orfa, permanece en Moab.
Cuando Noemí regresa, les dice a los betlemitas, "No me llamen Noemí, llámenme Mara (מרה), porque el Todopoderoso me ha tratado con mucha amargura". Barry Webb señala que no solo hay un elemento objetivo en su vida amargada por el duelo, el desarraigo y la pobreza, sino también un elemento subjetivo: la tristeza que siente. Sostiene además que en el Capítulo 1 del Libro de Rut, la "percepción de su condición" de Noemí está "distorsionada por la autoabsorción", pero que Rut desempeña "un papel clave en su rehabilitación". Abraham Kuyper, por otro lado, afirma que "Noemí tiene una nobleza de carácter tan innata que inmediatamente nos provoca nuestra más sincera simpatía". El Libro de Rut describe las luchas de Noemí y Rut por la supervivencia en un ambiente patriarcal.
La llegada de Noemí y Rut a Belén coincide con la cosecha de cebada. Noemí permite a Rut cosechar en los campos que le han autorizado. Rut está trabajando en el campo de Booz, cuando un sirviente la identifica como la nuera de Noemí. Sucede que Booz es pariente del difunto esposo de Noemí. Él le dice que trabaje con sirvientas, les advierte a los jóvenes que no la molesten y, a la hora de comer, la invita a compartir su comida. 
Cuando Noemí se entera de que Rut tiene la atención y la amabilidad de Booz, le aconseja a Rut que se acerque a él directamente: "[P]onte tu mejor atuendo y desciende a la era. No te des a conocer al hombre antes de que haya terminado de comer y beber. Pero cuando se acueste, fíjate el lugar donde lo hace. Luego ve, descubre un lugar a sus pies y acuéstate. Él te dirá qué hacer."

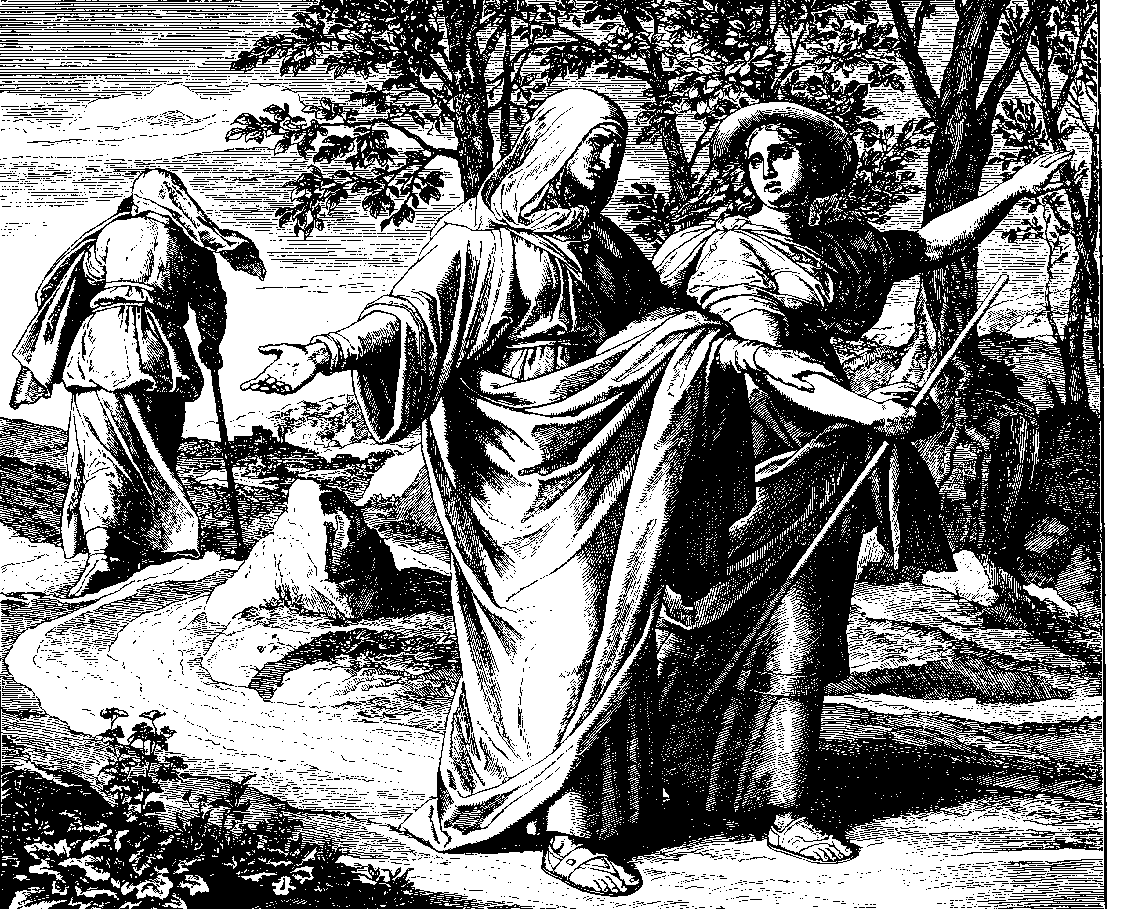
Noemí (centro) caminando con Rut, xilografía de Julius Schnorr von Karolsfeld

Webb señala las "maquinaciones femeninas" de Noemí al forzar la mano de Boaz. Yitzhak Berger sugiere que el plan de Noemí era que Rut sedujera a Booz, tal como Tamar y las hijas de Lot sedujeron a "un miembro de la familia mayor para convertirse en la madre de su descendencia". En el momento crucial, sin embargo, "Rut abandona el intento de seducción y en su lugar solicita una unión permanente y legal con Booz".
Rut se casa con Booz, y tienen un hijo, a quien Noemí cuida, y entonces las mujeres del pueblo dicen: "Noemí tiene un hijo".  De esta manera, se puede ver que el libro es la historia de Noemí: Gregory Goswell argumenta que Noemí es el personaje central del libro, mientras que Rut es el personaje principal. El hijo en cuestión era Obed, quien era el padre de Jesé y, por lo tanto, más tarde el abuelo de David.